# Jesuitenkirche (Luzern)

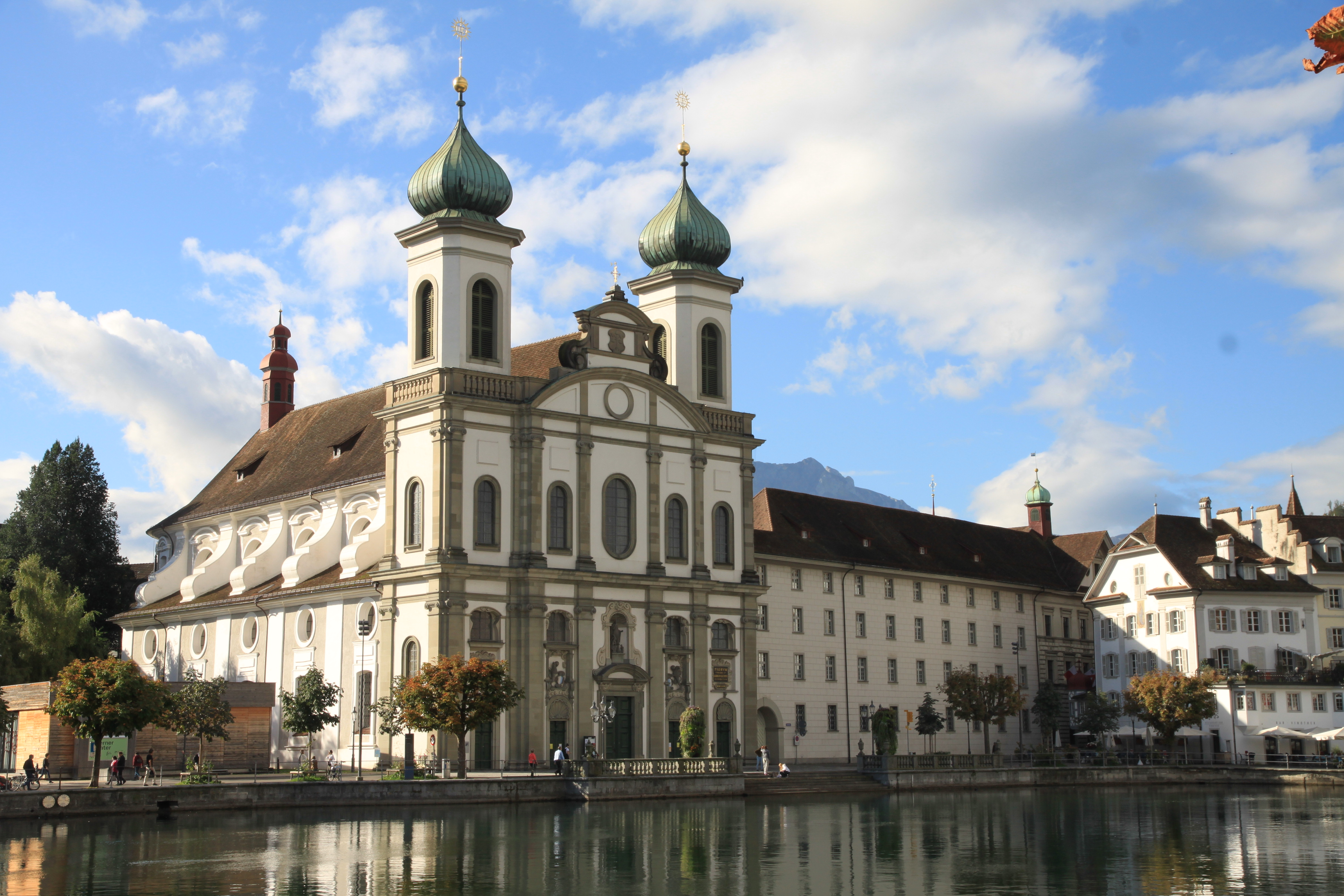
Die Jesuitenkirche in Luzern

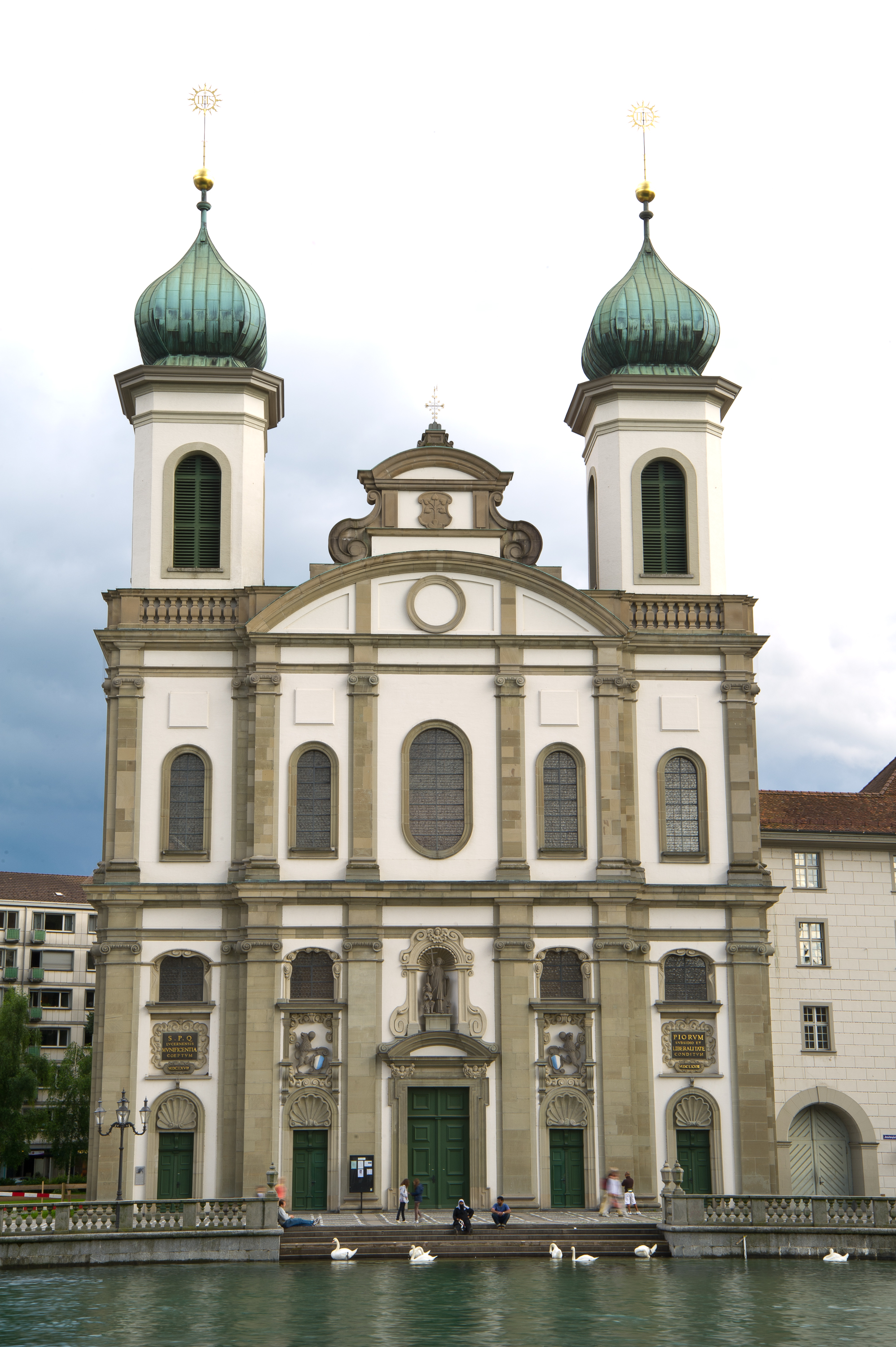
Hauptfassade

Die Jesuitenkirche St. Franz Xaver ist eine nach Francisco de Xavier benannte Jesuitenkirche am linken Ufer der Reuss in der Altstadt von Luzern. Sie ist mit der angrenzenden Sakristei und dem Kirchenschatz auf der Liste der Kulturgüter in Luzern in der Kategorie A (national bedeutend) eingetragen. Sie gehört dem Kanton Luzern (dessen Regierungsgebäude sich westlich angrenzend befindet) und wird durch diesen der römisch-katholischen Kirche zur Verfügung gestellt.

## Geschichte
Die Luzerner Jesuitenkirche wurde als erste grosse Barockkirche der Schweiz von 1666 bis 1677 möglicherweise nach Plänen eines Vorarlbergers, etwa Michael Beer oder Michael Thumb, oder nach Plänen des Jesuitenpaters Heinrich Mayer und des Paters Christoph Vogler errichtet. Der Rohbau steht 1669. Von Mayer stammen jedenfalls die Entwürfe der Stuckaturen der Seitenkapellen, die 1672/73 ausgeführt werden und welche schweizweit die ältesten Beispiele für den Stil der Wessobrunner Schule darstellen. Der Maler Domenico Torriani aus Mendrisio schuf das Gemälde des Hauptaltars (1667/1673). Die Wandmalereien stammen von den Brüdern Giovanni Antonio und Giuseppe Antonio Torricelli. Die Kirche wurde 1755 baulich mit dem Kollegium verbunden. Die beiden Türme wurden 1893 durch Heinrich Viktor von Segesser nachträglich aufgesetzt. Die Kirche wurde in den 1950er- und umfassender in den 1970er-Jahren renoviert. Die jüngste Renovierung wurde im Januar 2017 abgeschlossen. Bedeutsam ist die Kirche vor allem wegen der reichhaltigen Ausstattung.

## Architektur

### Fassade
Die Fassade der Jesuitenkirche Luzern gliedert sich in fünf Achsen und zwei Hauptgeschosse. Ionische Pilaster dienen als vertikale Gliederungselemente, Gesimse als horizontale. Das Untergeschoss enthält Portale, eingetiefte Wandfelder und Fenster, das Obergeschoss Fenster und darüber vortretende Wandfelder. Ein großer Segmentgiebel fasst die Mittelachse und die benachbarten schmaleren Achsen zusammen. Auf ihm sitzt ein zweiter Giebel mit seitlichen Voluten und abermaligem Segmentgiebel, auf dem als Abschluss ein vergoldetes Kreuz thront. Die äußeren Fassadenachsen treten zurück, sie werden von Blendbalustraden abgeschlossen. Diese sind wie die oktogonalen Turmgeschosse mit Schallarkaden und eingeschnürten Zwiebelhauben das Werk des 19. Jahrhunderts. 

### Innenraum
Der Innenraum zeigt sich als Emporen-Wandpfeilersaal zu vier Jochen. Der Chor ist nicht eingezogen. Im Westen liegt zwischen den Türmen eine Vorhalle zu drei Jochen, über der zwei Emporen liegen. Der Chor ist breitrechteckig und schließt halbrund. Im Aufriss dominieren Wandpfeiler, deren Stirne mit doppelten, kannelierten korinthischen Pilaster besetzt sind. Nur Westempore und Chor haben einfache Pilaster. Unten liegen Kapellräume, darüber Oratorien. Die oberste Lage des verkröpften Hauptgesimses umläuft den gesamten Innenraum, Orgelempore und Chorapsis eingeschlossen. Über dem Hauptgesims liegende Rundbogenfenster lassen helles Licht einfliessen. Gedeckt wird der Innenraum von einer gurtgegliederten Stichkappentonne, wobei die Gurte teilweise unter der Freskierung von der Mitte des 18. Jahrhunderts verschwinden. Im Chorjoch führen Türen unter mächtigen Segmentbogengiebeln in die Nebenräume. 
Die Jesuitenkirche St. Franz Xaver gilt als eine der prägenden Bauten für die Entwicklung des sogenannten Vorarlberger Münsterschemas in der Schweiz und in Süddeutschland.

## Ausstattung
Der von Christoph Bruck nach Entwurf Heinrich Mayers errichtete Hochaltar besteht aus je drei gestaffelten Säulen vor Pilasterrücklagen, einem gebrochenen Segmentbogengiebel und einem volutengestützten Auszug mit dem Nomen sacrum IHS. Zuoberst das Auge Gottes vor der Strahlenglorie. Das Altarblatt von Francesco Innocenzo Toriani (1681) zeigt die Glorie des Heiligen Franz Xaver, des Mitbegründers des Jesuitenordens und Schutzpatrons der Stadt Luzern: Franz Xaver in schwarzem Mantel und weißem Chorhemd kniet auf einer Wolke, oben sitzt Maria mit Sternenkranz und dem Kind, umgeben von Heerscharen von Engeln auf Wolkenbänken. 
Das in einen geschwungenen Vierpassrahmen eingepasste Langschifffresko von Giovanni Antonio und Giuseppe Antonio Torricelli zeigt den Titelheiligen in einer von einem Elefanten, einem Dromedar, einem Pferd und einem Geparden gezogenen Kutsche. Die Tiere symbolisieren die von dem Heiligen missionierten Weltgegenden. Eine Hand Xavers liegt auf dem flammenden Herzen. 
Vor der originalgetreuen Fassade der Luzerner Jesuitenkirche und einer Ehrenpforte rechts haben sich Ordensangehörige, Bischof und weltliche Würdenträger versammelt. Die lateinischen Worte auf der Fahne des Trompete blasenden Engels besagen: «Dem heiligen Franz Xaver, dem Beschützer der Stadt und des Lands.»
Die frühbarocke Stuckierung des Michael Schmuzer nach Entwurf von Heinrich Mayer ist nur noch in den Kapellen und auf den Emporen erhalten. Die Stuckierung des Langschiffs stammt von Jakob Heilratt und Joseph Rauch, geschaffen 1749/1750. Die Kanzel ist wieder ein Werk des Christoph Bruck, 1673 entstanden.

## Orgel

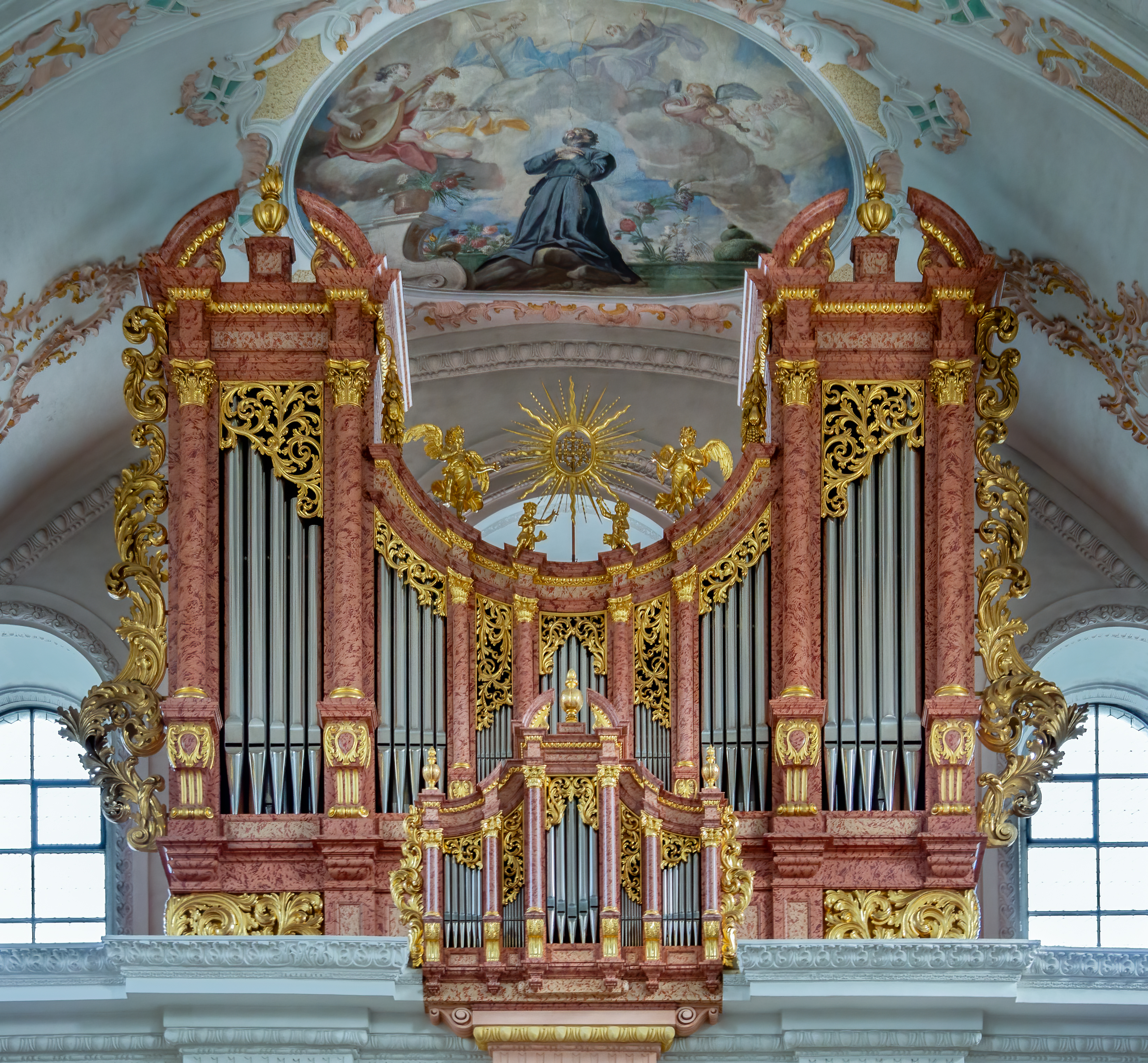
Die Metzler-Orgel

Die Orgel wurde 1982 von der Orgelbaufirma Metzler erbaut. Darin wurde die ursprüngliche Orgel von Goll aus dem Jahre 1897 teilweise wiederverwendet (die mit h bezeichneten Register stammen aus der Goll-Orgel). Das Schleifladen-Instrument hat 39 Register auf drei Manualen und Pedal. Die Trakturen sind mechanisch. Die Disposition lautet wie folgt:
| I Rückpositiv C–g3 |        |
| Bourdon            | 08′    |
| Quintade           | 08′    |
| Principal          | 04′    |
| Rohrflöte          | 04′    |
| Octave             | 02′    |
| Sifflöte           | 01 ⁄3′ |
| Sesquialtera II    | 02 ⁄3′ |
| Scharf III–IV      | 01′    |
| Rankett            | 16′    |
| Krummhorn          | 08′    |

| II Hauptwerk C–g3 |         |   |
| Bourdon           | 16′     | h |
| Principal         | 08′     |   |
| Rohrflöte         | 08′     |   |
| Gamba             | 08′     | h |
| Octave            | 04′     |   |
| Flauto            | 04′     | h |
| Nasard            | 02 ⁄3′  |   |
| Superoctave       | 02′     |   |
| Flageolet         | 02′     |   |
| Terz              | 01 3⁄5′ |   |
| Mixtur IV         | 01 ⁄3′  |   |
| Zimbel III        | 02⁄3′   |   |
| Fagott            | 16′     |   |
| Trompete          | 08′     |   |

| III Echowerk C–g3 |       |   |
| Holzgedackt       | 8′    | h |
| Gedacktflöte      | 4′    |   |
| Principal         | 2′    |   |
| Cornett III       | 2 ⁄3′ |   |
| Zimbel II         | 1⁄2′  |   |
| Regal             | 8′    |   |

| Pedal C–f1 |        |   |
| Principal  | 16′    |   |
| Subbass    | 16′    | h |
| Octavbass  | 08′    |   |
| Bourdon    | 08′    |   |
| Octave     | 04′    |   |
| Mixtur IV  | 02 ⁄3′ |   |
| Posaune    | 16′    |   |
| Trompete   | 08′    |   |
| Clairon    | 04′    |   |

## Bildergalerie

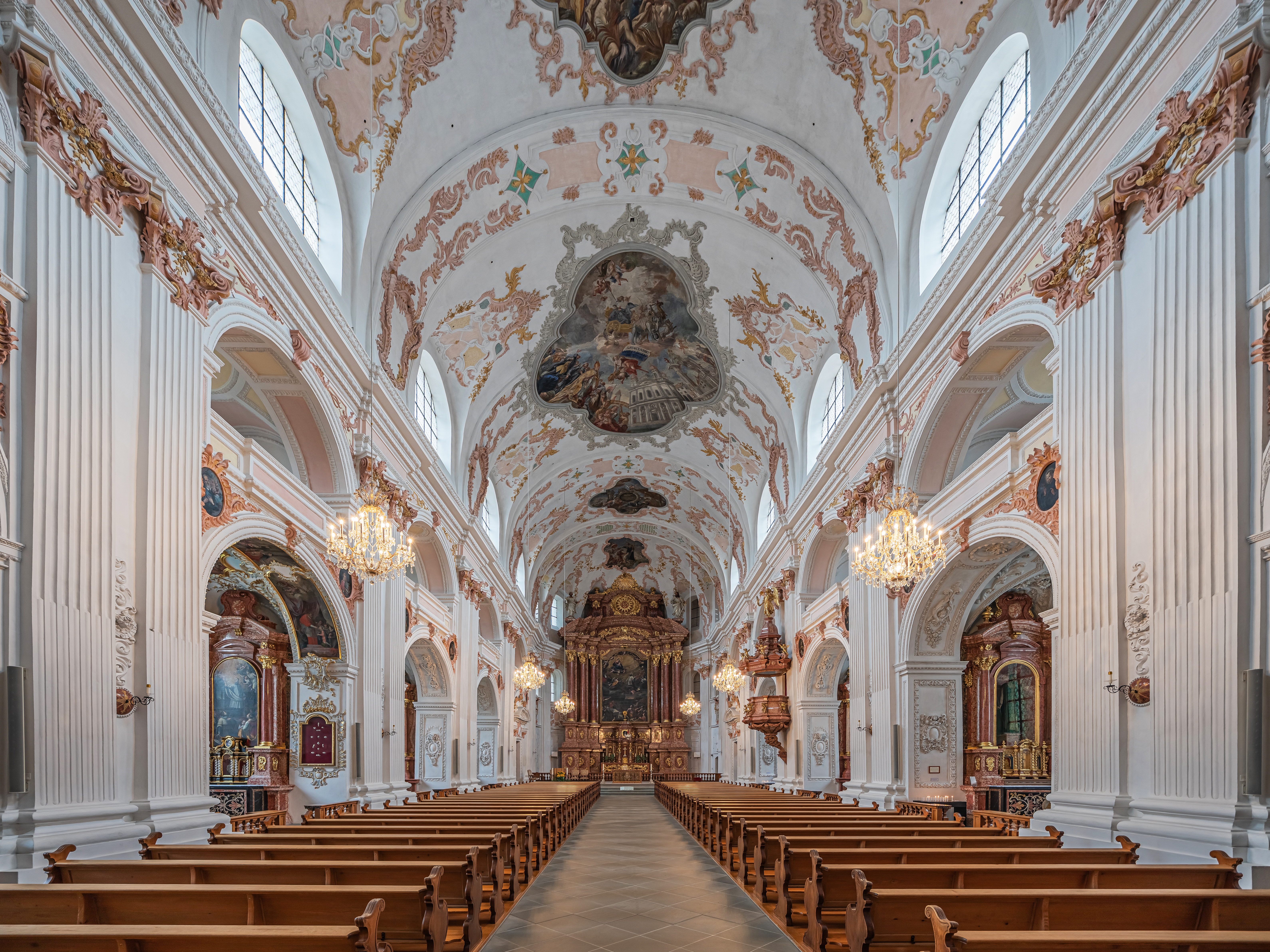
Kirchenschiff, Blick zum Hochaltar
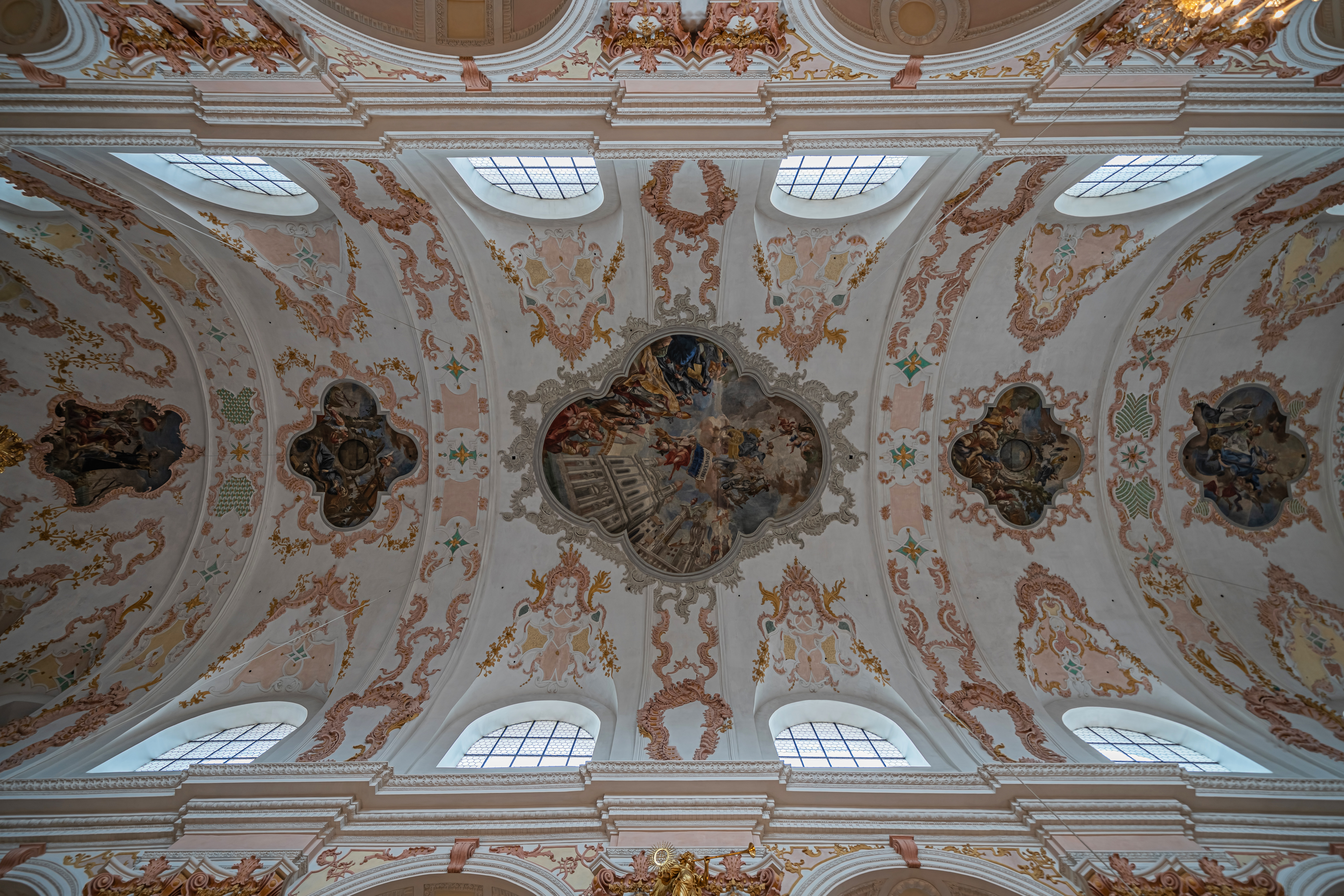
Decke
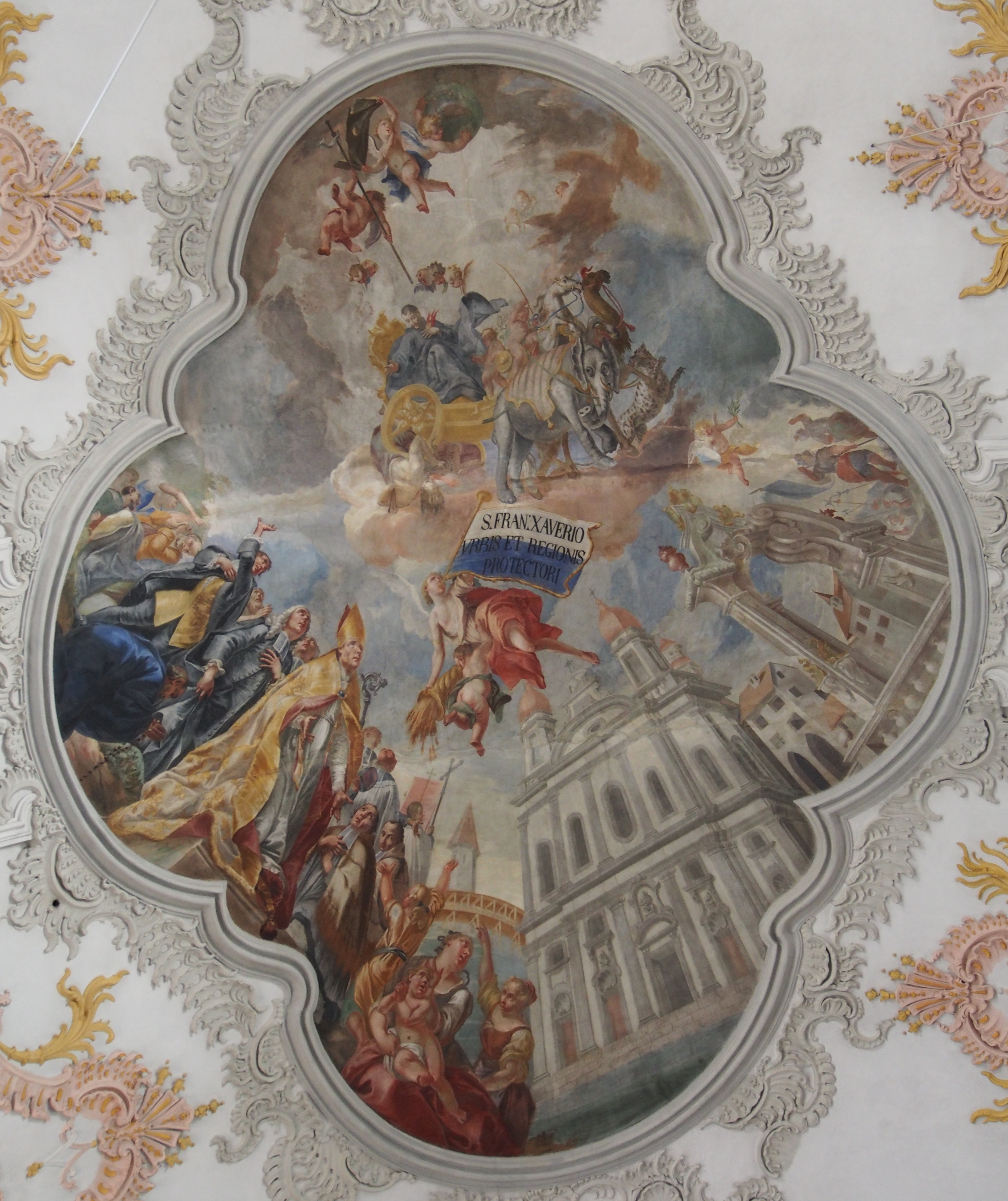
Deckengemälde
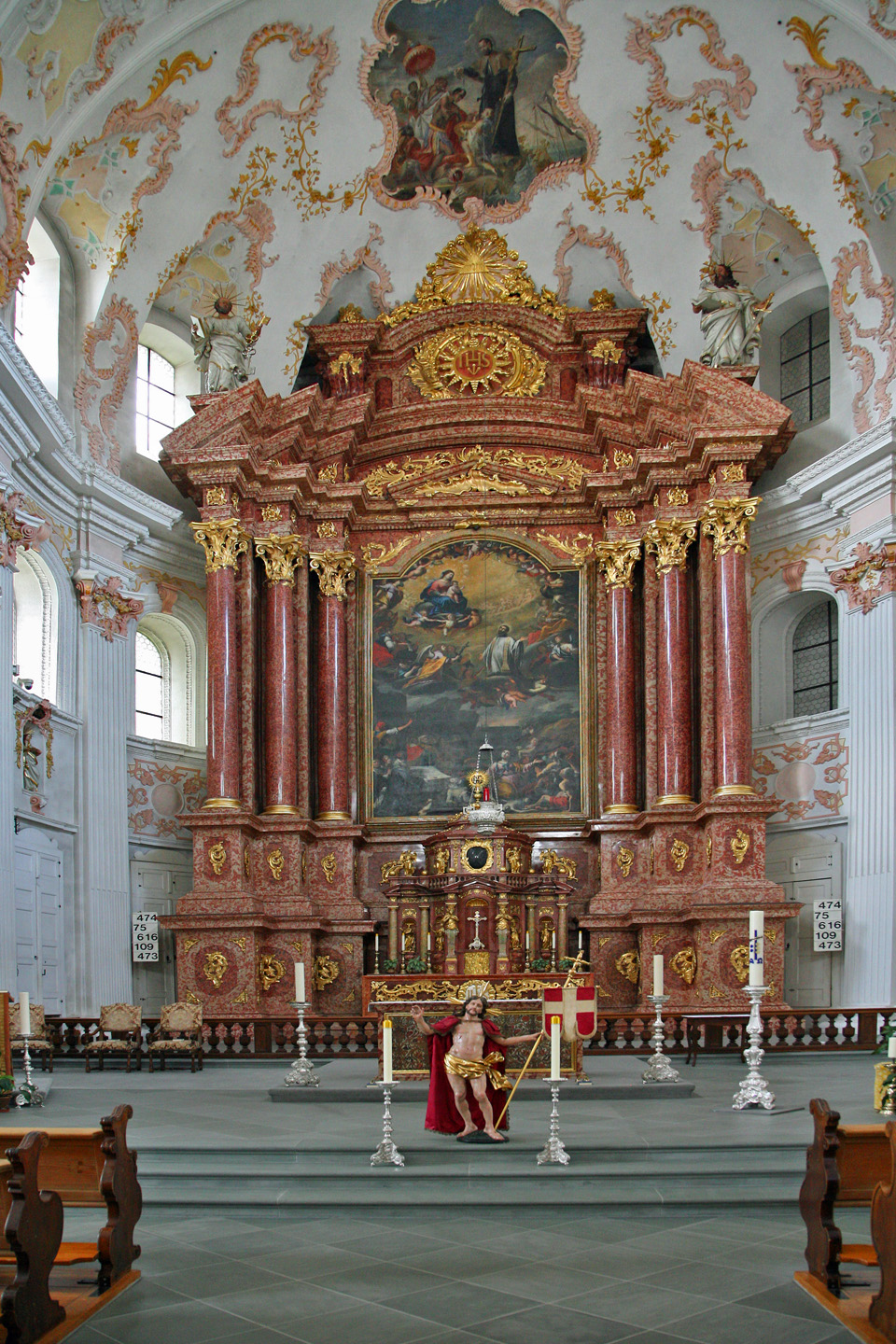
Hochaltar
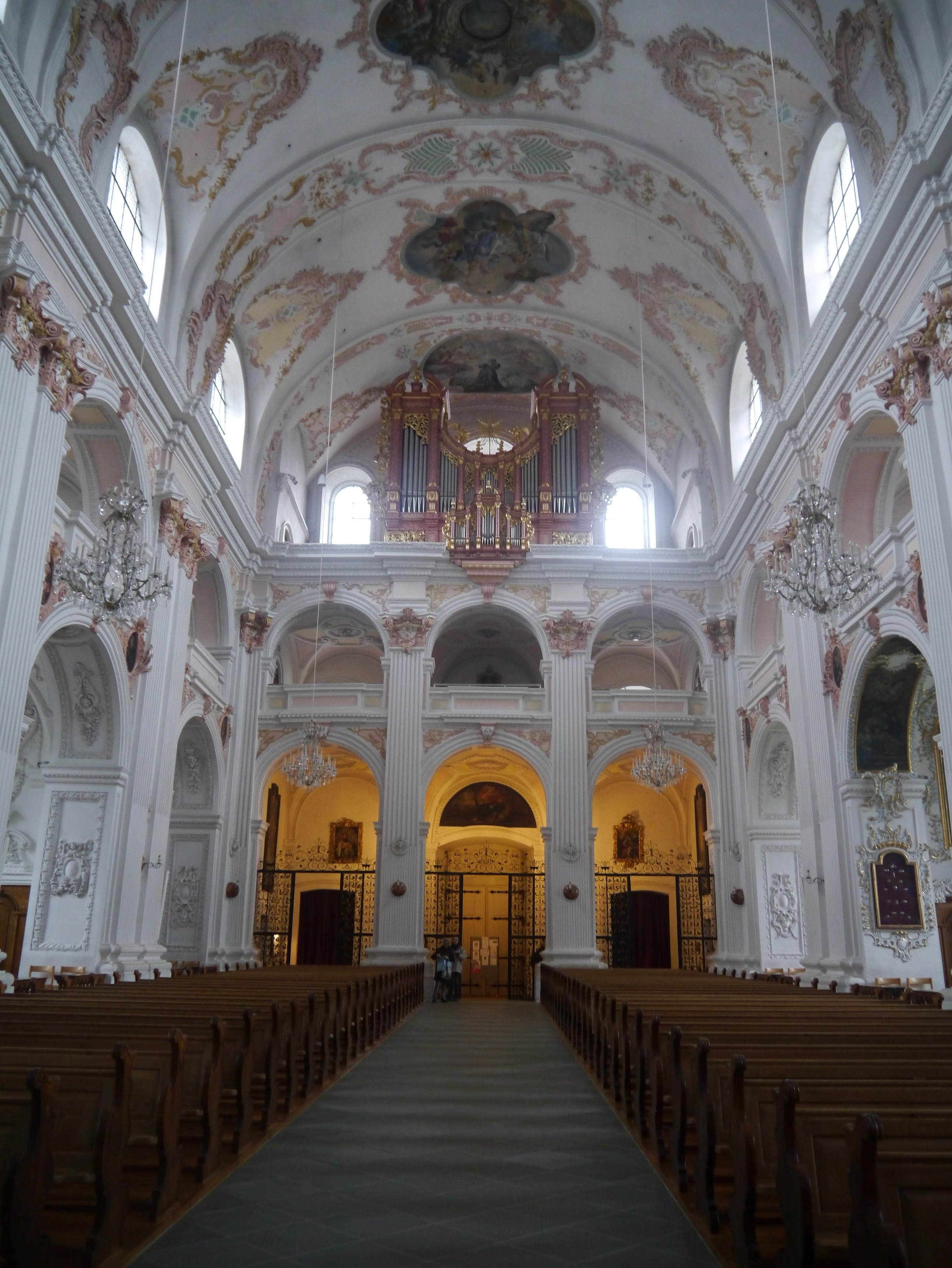
Kirchenschiff, Blick zur Orgel
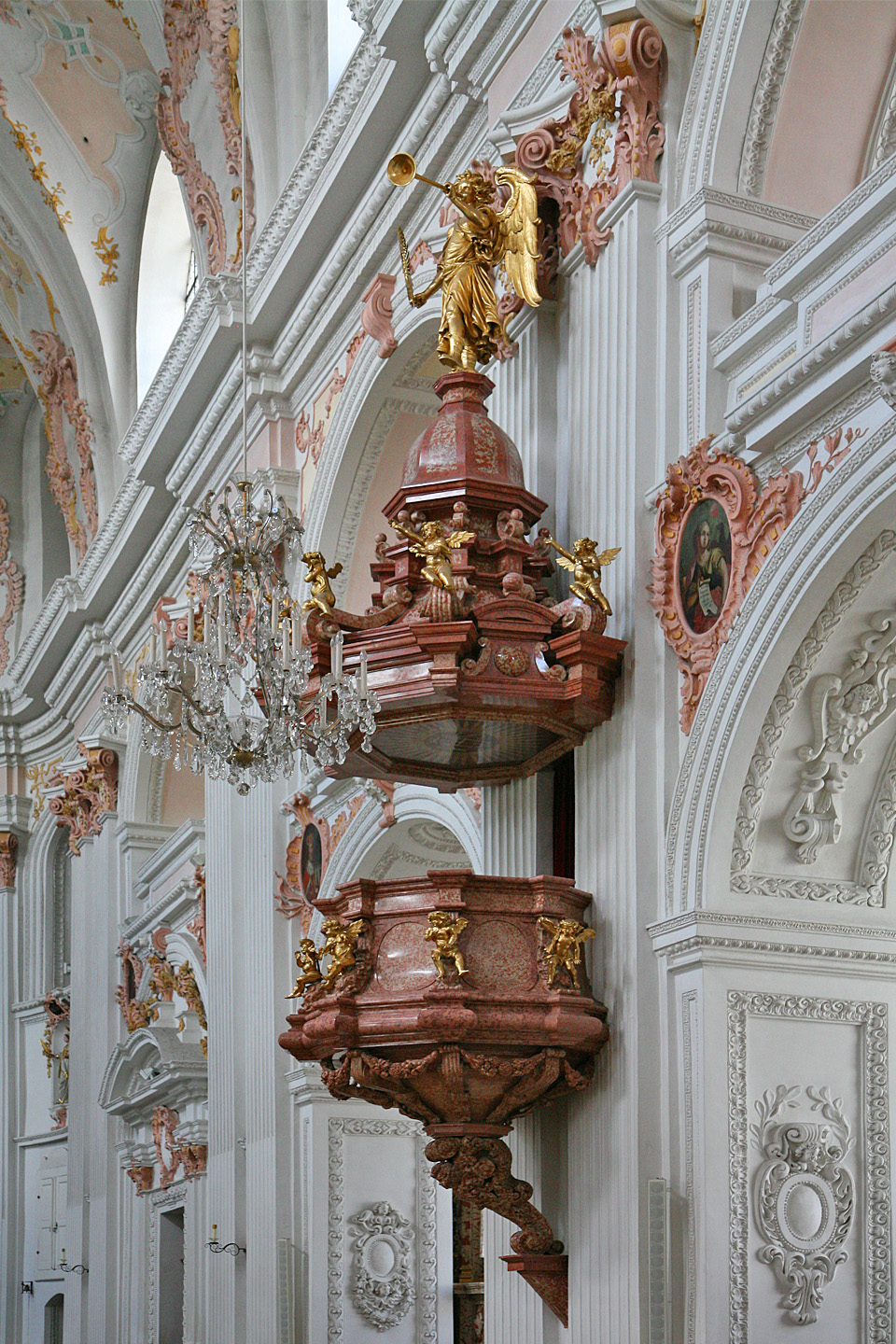
Kanzel

## Trivia
In der Schlussszene des Films Beresina oder Die letzten Tage der Schweiz von Daniel Schmid wird das russische Callgirl Irina in einer Kirche zur Kaiserin der Schweiz gekrönt. Von aussen sieht man dann die Luzerner Jesuitenkirche.